# Trisepalum acutum
Trisepalum acutum är en tvåhjärtbladig växtart som beskrevs av Charles Baron Clarke. Trisepalum acutum ingår i släktet Trisepalum och familjen Gesneriaceae. Inga underarter finns listade i Catalogue of Life.